# Paroxetin

Paroxetin

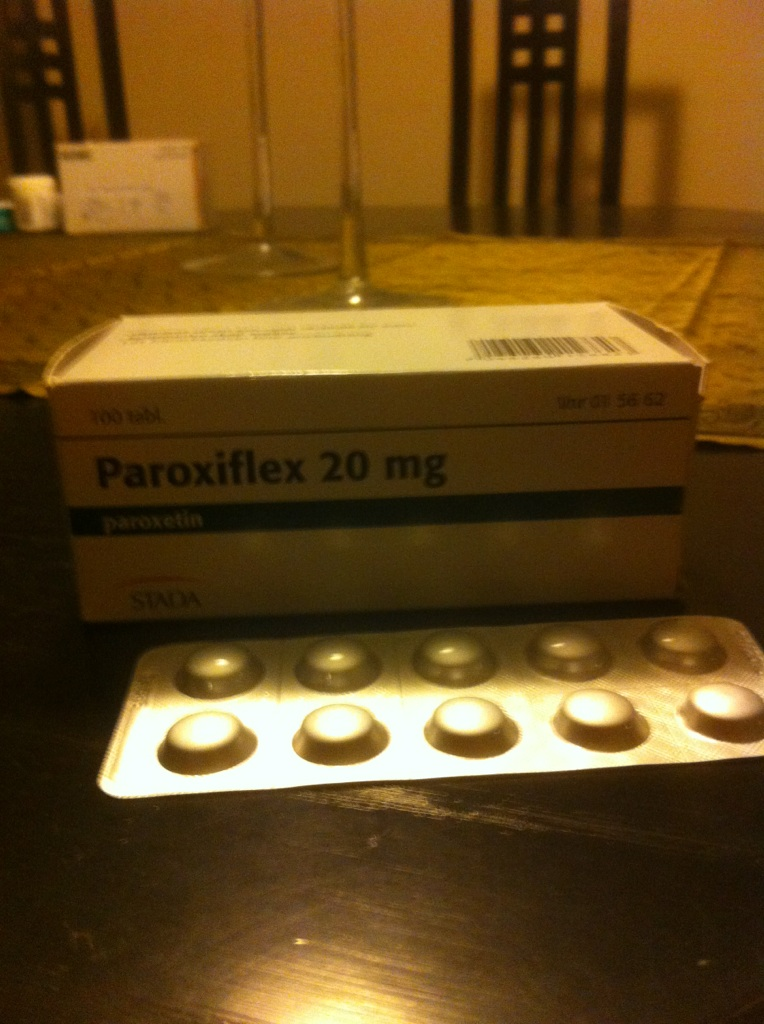
Paroxetin

Paroxetin (även salufört under andra namn, se nedan) är ett antidepressivum, selektiv serotoninåterupptagshämmare (SSRI). Det släpptes 1992 av läkemedelsbolaget Glaxo Smith Kline och har därefter blivit ett av de mest ordinerade antidepressiva på marknaden på grund av dess synbara effektivitet i behandling av depression samt olika typer av ångesttillstånd. Paroxetin används vid:
- egentliga depressioner med melankoli
- djupa eller långvariga depressioner utan melankoli
- profylaktiskt mot depressiva recidiv (alltså mot återfall)
- paniksyndrom med eller utan agorafobi ("torgskräck")
- tvångssyndrom
- social fobi
- generaliserat ångestsyndrom (GAD)
- posttraumatiskt stressyndrom (PTSD)

Aktiv substans är paroxetin. 
I likhet med andra psykofarmaka rekommenderas inte samtidigt intag av alkoholdryck.

## Tillförsel
Medicinen är receptbelagd. När ett receptbelagt läkemedel skrivs ut är doseringen avpassad för den som skall ta medicinen. Medicinen skall alltid tas enligt läkarens ordinationer, som finns angivna på den etikett som medföljde medicinen från apoteket. 
Paroxetin finns som tabletter och oral lösning med apelsinsmak.

## Interaktioner
Andra antidepressiva läkemedel av typen SSRI, såsom fluoxetin, sertralin, citalopram och fluvoxamin, bör undvikas på grund av risken för serotonergt syndrom. Vid byte från MAO-hämmare till paroxetin bör väntetiden mellan de olika medicineringarna vara ca 2 veckor, av samma anledning.
Även pimozid bör undvikas vid intag av Paroxetin.

## Handelsnamn
Paroxetin saluförs under ett antal olika handelsnamn:
- Aropax eller Oxetine i Australien, Nya Zeeland, Sydafrika, Argentina, Mexiko och Brasilien,
- Aroxat eller Aroxat CR i Chile,
- Bectam i Chile,
- Benepax i Brasilien,
- Cebrilin i Latinamerika,
- Deroxat 4528 i Schweiz och Frankrike,
- Motivan och Paroxetina i Spanien och Italien
- Optipar i Finland,
- Pamax i Chile,
- Paroxat i Tyskland och Ungern,
- Paxil eller Paxil CR i USA, Kanada, Mexiko, Argentina, Brasilien, Japan, Venezuela och Peru
- Paradise CR i Indien
- ParoGen i Polen
- Pexot, Paraxyle och Plasare i Pakistan
- Pondera i Brasilien,
- Posivyl i Chile,
- Rexetin i Polen,
- Sereupin i Italien,
- Seretran i Chile,
- Seroxat i Österrike, Belgien, Saudiarabien, Egypten, Estland, Finland, Island, Sverige, Norge, Grekland, Israel, Lettland, Nederländerna, Polen, Portugal, Singapore, Spanien, Turkiet, Storbritannien & Irland, Kina och Sydkorea
- Traviata i Chile

I och med utgången av patentet på Seroxat finns det billigare varianter, bland annat under namnen Paroxetin HEXAL, Paroxetin Merck NM, Paroxetin Actavis med flera; se utbytbara läkemedel.